# Ekspres polarny (film)
Ekspres polarny (ang. The Polar Express) – amerykański film familijny z 2004, w reżyserii Roberta Zemeckisa, na podstawie powieści Chrisa Van Allsburga pod tym samym tytułem, z Tomem Hanksem w roli głównej.
Historia 8-letniego chłopca, który nie wierzy w istnienie świętego Mikołaja. W Wigilię Bożego Narodzenia zostaje obudzony przez nadjeżdżający pociąg. Osobliwy pan Konduktor zaprasza chłopca w niezwykłą podróż na sam Biegun Północny. Podczas podróży poznaje on trójkę nowych przyjaciół, z którymi przeżyje wiele niezwykłych przygód i, co najważniejsze poznaje świętego Mikołaja .
Film jest pierwszym w historii animowanym pełnometrażowym filmem przeznaczonym do wyświetlania w kinach IMAX.

## Obsada
- Tom Hanks –
  - Krzyś,
  - Narrator (głos),
  - konduktor,
  - włóczęga,
  - Święty Mikołaj,
  - tata (głos)
- Daryl Sabara – Krzyś (głos)
- Nona Gaye – Hania
- Peter Scolari – Bartek
- Jimmy Bennett – Bartek (głos)
- Matthew Hall – Bartek (śpiew)
- Eddie Deezen – Mądrala
- Michael Jeter –
  - chudy maszynista,
  - gruby maszynista
- André Sogliuzzo –
  - chudy maszynista (głos),
  - gruby maszynista (głos)
- Leslie Harter Zemeckis –
  - Sara,
  - mama
- Isabella Peregrina – Sara (głos)
- Brendan King, Andy Pellick – cukiernicy
- Josh Eli, Rolandas Hendricks, Jon Scott, Sean Scott, Mark Mendonca, Mark Goodman, Gregory Gast, Gordon Hart – kelnerzy
- Ed Gale, Phil Fondacaro, Debbie Lee Carrington, Mark Povinelli – Elfy
- Charles Fleischer – Elf Generał
- Steven Tyler –
  - Elf Pułkownik,
  - Elf Piosenkarz

## Wersja polska
Opracowanie i udźwiękowienie wersji polskiej: Studio Sonica

Reżyseria: Agnieszka Matysiak

Dialogi polskie: Barbara Robaczewska

Teksty piosenek: Marek Robaczewski

Kierownictwo muzyczne: Agnieszka Piotrowska-Tomicka

W wersji polskiej udział wzięli:
- Kajetan Lewandowski – Krzyś
- Adam Ferency –
  - Narrator,
  - włóczęga,
  - Święty Mikołaj,
  - tata
- Zuzanna Adamczyk – Hania
- Miłosz Woźniak – Bartek
- Rafał Kołsut – Mądrala
- Krzysztof Dracz – konduktor
- Dorota Chotecka – mama
- Zuzanna Bernat – Sara

W pozostałych rolach:
- Anna Apostolakis-Gluzińska
- Wojciech Paszkowski – palacz lokomotywy
- Mariusz Czajka – maszynista lokomotywy
- Władysław Grzywna
- Mieczysław Morański – Elf
- Maciej Gąsiorek
- Ryszard Olesiński
- Franciszek Przybylski
- Mariusz Oborski
- Joanna Krejzler
- Monika Błachnio
- Grzegorz Kurc
- Stanisław Migdalski
- Franciszek Rudziński

i inni
Piosenki śpiewali: Krzysztof Dracz, Adam Krylik, Michał Rudaś, Jacek Kotlarski, Zuzanna Adamczyk, Miłosz Woźniak